# Powiat Ołomuniec
Powiat Ołomuniec (czes. Okres Olomouc) – powiat w Czechach, w kraju ołomunieckim. Jego siedziba znajduje się w mieście Ołomuniec. Powierzchnia powiatu wynosi 1 620,28 km², zamieszkuje go 234 608 osób (gęstość zaludnienia wynosi 144,79 mieszkańców na 1 km²). Powiat ten liczy 95 miejscowości, w tym 6 miast i 3 miasteczka.
Od 1 stycznia 2003 powiaty nie są już jednostką podziału administracyjnego Czech. Podział na powiaty zachowały jednak sądy, policja i niektóre inne urzędy państwowe. Został również zachowany dla celów statystycznych.

## Miejscowości powiatu Ołomuniec
Pogrubioną czcionką wyróżniono miasta a pochyloną miasteczka:
- Babice
- Bělkovice-Lašťany
- Bílá Lhota
- Bílsko
- Blatec
- Bohuňovice
- Bouzov
- Bukovany
- Bystročice
- Bystrovany
- Červenka
- Charváty
- Cholina
- Daskabát
- Dlouhá Loučka
- Dolany
- Doloplazy
- Domašov nad Bystřicí
- Domašov u Šternberka
- Drahanovice
- Dub nad Moravou
- Dubčany
- Grygov
- Haňovice
- Hlásnice
- Hlubočky
- Hlušovice
- Hněvotín
- Hnojice
- Horka nad Moravou
- Horní Loděnice
- Hraničné Petrovice
- Huzová
- Jívová
- Komárov
- Kožušany-Tážaly
- Krčmaň
- Křelov-Břuchotín
- Liboš
- Lipina
- Lipinka
- Litovel
- Loučany
- Loučka
- Luběnice
- Luká
- Lutín
- Lužice
- Majetín
- Medlov
- Měrotín
- Mladeč
- Mladějovice
- Moravský Beroun
- Mrsklesy
- Mutkov
- Náklo
- Náměšť na Hané
- Norberčany
- Nová Hradečná
- Olbramice
- Olomouc
- Paseka
- Pňovice
- Přáslavice
- Příkazy
- Řídeč
- Samotišky
- Senice na Hané
- Senička
- Skrbeň
- Slatinice
- Slavětín
- Štarnov
- Štěpánov
- Šternberk
- Strukov
- Střeň
- Suchonice
- Šumvald
- Svésedlice
- Těšetice
- Tovéř
- Troubelice
- Tršice
- Újezd
- Uničov
- Ústín
- Velká Bystřice
- Velký Týnec
- Velký Újezd
- Věrovany
- Vilémov
- Želechovice
- Žerotín

### Zmiana granic powiatu
1 stycznia 2005 roku do powiatu Ołomuniec przeniesiono z powiatu Bruntál w kraju morawsko-śląskim 3 gminy: Huzová, Moravský Beroun i Norberčany. 1 stycznia 2007 z powiatu Šumperk przeniesiono gminę Lipinka.

## Struktura powierzchni
Według danych z 31 grudnia 2003 powiat miał obszar 1 509,89 km², w tym:
- użytki rolne - 53,79%, w tym 81,49% gruntów ornych
- inne - 46,21%, w tym 63,96% lasów
- liczba gospodarstw rolnych: 556.

## Demografia
Dane z 31 grudnia 2003:
| Opis        | Ogółem  | Kobiety        | Mężczyźni      |
| ----------- | ------- | -------------- | -------------- |
| populacja   | 224 333 | 115 932 51,68% | 108 401 48,32% |
| średni wiek | 38,5    | 40,94          | 37,71          |

- gęstość zaludnienia: 148,66 mieszk./km²
- 62,67% ludności powiatu mieszka w miastach.

## Zatrudnienie
| Mieszkańcy ze stałym zatrudnieniem | 55 090       |
| Średnia pensja miesięczna          | 14 918 koron |
| Bezrobotni                         | 13 570       |
| Stopa bezrobocia                   | 11,78%       |

## Szkolnictwo
W powiecie Ołomuniec działają:
| Rodzaj szkoły                   | Liczba szkół |
| ------------------------------- | ------------ |
| Przedszkola                     | 109          |
| Szkoły podstawowe               | 95           |
| Gimnazja                        | 8            |
| Szkoły średnie techniczne       | 12           |
| Szkoły średnie ogólnokształcące | 15           |
| Szkoły wyższe                   |              |

## Służba zdrowia
| Lekarze                               | 1248 |
| Szpitale                              | 3    |
| Specjalistyczne ośrodki terapeutyczne | 5    |
| Gabinety dentystyczne                 | 134  |
| Apteki                                | 46   |